# Гердова, Вероника
Верони́ка Ге́рдова (чеш. Veronika Herdová; род. 11 декабря 1988, Прага) — чешская кёрлингистка.

## Команды
| Сезон   | Четвёртый      | Третий          | Второй            | Первый           | Запасной                                  | Турниры            |
| ------- | -------------- | --------------- | ----------------- | ---------------- | ----------------------------------------- | ------------------ |
| 2009—10 | Анна Кубешкова | Тереза Плишкова | Мартина Стрнадова | Зузана Гайкова   | Вероника Гердова тренер: Йиржи Цандра     | ЧМЮ 2010 (8 место) |
| 2010—11 | Анна Кубешкова | Тереза Плишкова | Вероника Гердова  | Элишка Яловцова  | Луиза Иллькова (ЧЕ) тренер: Карел Кубешка | ЧЕ 2010 (11 место) |
| 2010—11 | Анна Кубешкова | Тереза Плишкова | Луиза Иллькова    | Элишка Яловцова  | Вероника Гердова тренер: Карел Кубешка    | ЧМ 2011 (12 место) |
| 2011—12 | Анна Кубешкова | Тереза Плишкова | Вероника Яловцова | Луиза Иллькова   | Вероника Гердова                          |                    |
| 2012—13 | Анна Кубешкова | Тереза Плишкова | Клара Сватонова   | Вероника Гердова |                                           |                    |
| 2013—14 | Анна Кубешкова | Тереза Плишкова | Клара Сватонова   | Вероника Гердова | Мартина Стрнадова                         |                    |
| 2013—14 | Анна Кубешкова | Тереза Плишкова | Мартина Стрнадова | Клара Сватонова  | Вероника Гердова тренер: Карел Кубешка    | ЧЕ 2013 (6 место)  |
| 2013—14 | Анна Кубешкова | Тереза Плишкова | Клара Сватонова   | Вероника Гердова | Альжбета Баудишова тренер: Карел Кубешка  | ЧМ 2014 (9 место)  |
| 2014—15 | Анна Кубешкова | Тереза Плишкова | Клара Сватонова   | Вероника Гердова | Альжбета Баудишова                        |                    |

(скипы выделены полужирным шрифтом)